# Børre Næss
Pour les articles homonymes, voir Næss.
Børre Næss (né le 23 janvier 1982 à Kongsberg) est un fondeur norvégien qui participe à la Coupe du monde de ski de fond depuis 2002. 

## Carrière
Spécialiste du sprint, il a gagné trois manches de Coupe du monde à Lahti en 2005, à Drammen en 2007 et à Canmore en 2008, à chaque fois en style classique.
Il se consacre aujourd'hui aux épreuves marathon.

## Palmarès

### Coupe du monde
- Meilleur classement général : 19e en 2005.
- 9 podiums dont 3 victoires.

#### Détail des victoires
| Épreuve / Édition | Sprint | Sprint    |
| Épreuve / Édition | libre  | classique |
| 2004-05           |        | Lahti     |
| 2006-07           |        | Drammen   |
| 2007-08           |        | Canmore   |